# Segarcea-Vale
Segarcea-Vale is een Roemeense gemeente in het district Teleorman.
Segarcea-Vale telt 3491 inwoners.